# Bellemerea
Bellemerea — рід грибів родини Lecideaceae. Назва вперше опублікована 1984 року.

## Класифікація
До роду Bellemerea відносять 9 видів:
- Bellemerea alpina
- Bellemerea cinereorufescens
- Bellemerea cupreoatra
- Bellemerea diamarta
- Bellemerea elegans
- Bellemerea pullata
- Bellemerea sanguinea
- Bellemerea subcandida
- Bellemerea subsorediza